# Collado Villalba
Collado Villalba é um município da Espanha
na província e comunidade autónoma de Madrid, de área 26,50 km² com população de 52886 habitantes (2007) e densidade populacional de 1913,02 hab/km².

## Demografia
| Variação demográfica do município entre 1991 e 2004 | Variação demográfica do município entre 1991 e 2004 | Variação demográfica do município entre 1991 e 2004 | Variação demográfica do município entre 1991 e 2004 |
| --------------------------------------------------- | --------------------------------------------------- | --------------------------------------------------- | --------------------------------------------------- |
| 1991                                                | 1996                                                | 2001                                                | 2004                                                |
| 26356                                               | 36950                                               | 47001                                               | 50695                                               |